# 城戸みつる
城戸 みつる（きど みつる）は、日本の漫画家。静岡県出身。2019年より『ジャンプスクエア』（集英社）にて、『カワイスギクライシス』を連載している。

## 来歴

### 受賞
2006年8月、『月刊モーニングtwo』（講談社）創刊号に「MANGA OPEN SUPER ROOKIE 2連発」として『城戸みつるのささくれと枝毛』を掲載。2010年、『Fever!!〜貧乏レイジの同居人〜』が『まんがタイム』（芳文社）新人4コマまんが大賞にて植田まさし賞を受賞。原稿を描きためていたところ、担当編集者から赤塚賞に出してみようかと提案され、サラリーマンをしていた29歳の時に、『別にいいけど』が第76回赤塚賞にて佳作を受賞。

### 単行本化まで
いろいろな雑誌の漫画賞に投稿するが、なかなか評価を得られず、城戸は途方に暮れていた。インターネットで漫画を公開しようと考えた城戸は、ブログでは面倒そうだが、気軽さを考えてpixivに投稿することにした。城戸は葛飾北斎が好きであったため、「キャラを作って漫画で描いてみよう」と考えた。そこでpixivでの初投稿作品『北斎先生!!』を公開。その当時、ちょうど「講談社×pixivまんがスカウトFes」が開催されていたため、仕事が欲しいという理由で応募する。4コマ漫画の『北斎先生!!』が「講談社×pixivまんがスカウトFes」で話題となり、2013年9月より『ARIA』（講談社）にて連載を開始。同作が初の単行本化作品となる。単行本収録は、雑誌に掲載された話のみとなっている。

### 連載
2015年8月、『ジャンプスクエア』（集英社）9月号より赤ちゃんを主人公としたギャグ『ハッピィミリィ』の連載を開始。2016年4月、『少年マガジンR』（講談社）3号より「一睡もしていない少女の日常」が登場する4コマ漫画『ふみんなふみな』の連載を開始し、2018年2号で連載を終了。2018年8月、『マガジンポケット』（講談社）にて睡魔のコメディ『少年睡魔と今日も夜ふかし』の連載を開始。
2019年11月より『ジャンプスクエア』にて、『カワイスギクライシス』を連載開始。2021年7月からは同社の『少年ジャンプ＋』でも並行して火曜日に掲載されている。2023年、同作がテレビアニメ化されている。

## 人物
尾田栄一郎の『ONE PIECE』のような、「いかにも少年漫画」というような「明るい話や元気の出る話」を好む。「読んでて元気が出るから」だといい、「軽い気持ちで読み始められて、読後にいい気分になる」ような漫画を城戸も描きたいと話している。
尊敬する漫画家に秋月りす、秋竜山、いしいひさいちを挙げている。好きな作品は植田まさしの『コボちゃん』、『かりあげクン』。城戸は『ドラゴンクエスト』や『ドラゴンボール』も大好きであったと話している。
2015年時点の制作環境は、アナログであった。漫画作品では下書きをせず、ミリペンで描く。彩色はコピックを使用していたが、2015年ごろにComicStudioに変更している。台詞はComicStudioで挿入している。

## 作品リスト

### 連載
- Fever!!〜貧乏レイジの同居人〜（『まんがタイム』2010年6月号[18] - 2010年7月号[19]、2010年10月号[20] - 2011年7月号[21]） - 『まんがタイム』新人4コマまんが大賞植田まさし賞受賞作品[7]。
- まだまだ浅野さん（『まんがタイム』2011年8月号[22] - 2013年5月号[23]）
- つくしんぼ（『まんがタイム』2013年4月号[24] - 2014年8月号[25]）
- 北斎先生!!（『ARIA』2013年11月号[10] - 2016年2月号、既刊1巻） - 4コマ漫画[10]、初の単行本化作品[9]。
- ハッピィミリィ（『ジャンプスクエア』2015年9月号[11] - 2017年8月号[26]、全2巻）
- ふみんなふみな（『少年マガジンR』2016年3号[12] - 2018年2号[13]、既刊1巻） - 4コマ漫画[12]
- おやすみ睡魔と夜ふかしJK（『マガジンポケット』2018年8月13日[14] - 2019年4月1日[27]、既刊1巻）
- カワイスギクライシス（『ジャンプスクエア』2019年11月号[3] - 、既刊11巻）

### 読み切り
- 城戸みつるのささくれと枝毛（『月刊モーニングtwo』創刊号[4]、Vol.9（2008年6月号）、『モーニング』2008年28号）
- 4コマ漫画（『まんがタイム』2011年10月号[28]） - 「新人さんいらっしゃ〜い!!」企画作品[28]。
- さとりません〜誘惑の塔子さん〜（『まんがくらぶ』2012年12月号[29]）
- 別にいいけど（『手塚・赤塚賞受賞作品集 平成24年度上期』収録[8]） - 第76回赤塚賞佳作[8]。
- 退学執行官揚羽（『ジャンプSQ.19』2014年5月号） - 『キドミツルクライシス』として『ジャンプ+』に再掲[30]。
- 記念すべき男（『ジャンプSQ.19』2014年5月号） - 『キドミツルクライシス』として『ジャンプ+』に再掲[31]。
- ファラオ不動産（『ジャンプSQ.19』2014年5月号） - 『キドミツルクライシス』として『ジャンプ+』に再掲[32]。
- 時効（『ジャンプSQ.19』2014年8月号） - 『キドミツルクライシス』として『ジャンプ+』に再掲[33]。
- ゲイルナビゲーション（『ジャンプSQ.19』2014年8月号） - 『キドミツルクライシス』として『ジャンプ+』に再掲[34]。
- ニケになる（『ジャンプSQ.19』2014年8月号） - 『キドミツルクライシス』として『ジャンプ+』に再掲[35]。
- 切腹の世界（『ジャンプSQ.19』2014年11月号） - 『キドミツルクライシス』として『ジャンプ+』に再掲[36]。
- つぼ地蔵（『ジャンプSQ.19』2014年11月号） - 『キドミツルクライシス』として『ジャンプ+』に再掲[37]。
- 最強生物（『ジャンプSQ.19』2014年11月号） - 『キドミツルクライシス』として『ジャンプ+』に再掲[38]。
- 初孫 - 『キドミツルクライシス』として『ジャンプ+』に再掲[39]。
- ハチと英二郎 - 『キドミツルクライシス』として『ジャンプ+』に再掲[40]。
- こんな来世はいかがでしょう（『ジャンプSQ.RISE』2018SPRING[41]） - 『キドミツルクライシス』として『ジャンプ+』に再掲[42]。
- なるたま！（『ジャンプSQ.RISE』2018SUMMER[43]） - 『キドミツルクライシス』として『ジャンプ+』に再掲[44]。
- お見合い - 『キドミツルクライシス』として『ジャンプ+』に再掲[45]。

### その他
- 『まんがタイム』創刊400号（『まんがタイム』2014年2月号[46]） - コメント寄稿[46]。
- ふきぞめ（講談社特設サイト、2015年1月1日[47]）
- 青の祓魔師10周年記念本『AOEX10』（2020年6月4日発売[48]） - 寄稿[48]
- オンラインイベント「ジャンプフェスタ2021 ONLINE」ジャンフェス島用キャラクター描きおろし[49]
- 『ヘタリア World☆Stars キャラクターブック ヘタリア☆Collezione』（2021年） - トリビュートイラスト寄稿[50]。